# 韋恩賴特 (密蘇里州)
韋恩賴特（英語：Wainwright）是位於美國密蘇里州卡勒韋縣的非建制地區。

## 歷史
韋恩賴特的郵局於1893年設立，其後於1953年停運。

## 地理
韋恩賴特所處的海拔為高於海平面174米（即571英呎），而該地所採用的時區為UTC-6，即北美中部時區（CST）。同時該地設有夏令時間，為UTC-6調快一小時，即UTC-5（CDT）。